# 大島江里奈
大島 江里奈（おおしま えりな　1993年9月29日 - ）は、日本の女性ファッションモデル、タレント、及びアイドルである。

## 人物
- 父が日本人、母がアメリカ人。姉妹が3人いる。
- スターダストプロモーションのアイドルユニット、Power Ageに所属していた。

## 出演

### 雑誌
- ラブベリー（2007年 - 、徳間書店）
- Chu-Boh

### テレビ
- 竹山先生。（テレビ東京）
- ディズニーチャンネル

### CM
- ぺんてる「スリッチ」

### その他
- ニッセン カタログ2006春